# Katy Carr
Katy Carr (Nottingham) is een Brits zangeres die deels van Poolse afkomst is. Zij maakt een soort van alternatieve, experimentele folk die moeilijk te definiëren is. Carr maakte tevens de documentairefilm Kazik and the Kommander's Car over de Poolse verzetsstrijder Kazimierz ('Kazik') Piechowski (1919-2017), die uit concentratiekamp Auschwitz ontsnapte.

## Biografie
Carr heeft een Schotse vader en een Poolse moeder. Als tiener was ze betrokken bij het Air Training Corps, een kinderprogramma van de Royal Air Force. Ze haalde haar brevet zweefvliegen en later haar private pilot licence. Via dit programma kreeg ze een beurs waardoor ze muziek kon studeren. De naam van haar band The Aviators refereert aan deze periode.
Haar eerste album, Screwing Lies is geïnspireerd door de avant-gardestijl van Steve Beresford, de folk-revival van Charlotte Greig en de feministische punk-rock van Helen McCookerybook. De teksten zijn gebaseerd van het boek The Yellow Wallpaper van de feministische schrijfster Charlotte Perkins Gilman. De coverfoto is gemaakt door Gina Birch, lid van de post-punkband The Raincoats.
Het album Passion Play heeft een progressieve, elektronische Engelse folk-stijl. Gasten zijn de dichter John Hegley, violiste Calina De La Mare van de Tindersticks en keyboardspeler Oliver Parfitt van The Herbaliser.
In die tijd was Carr programmeur van de folkclub The Crow Club in Shoreditch. Van de artiesten die regelmatig in deze club zongen is het compilatiealbum The Crow Club uitgebracht, met Katy Carr, Charlotte Greig, Clive Palmer en Jade.
Oorspronkelijk werd de inspiratie voor het album Coquette gevormd door Poolse vliegeniers tijdens de Tweede Wereldoorlog. Tijdens gesprekken met haar Poolse grootmoeder begon ze een steeds bredere belangstelling te krijgen voor Polen in de Tweede Wereldoorlog in het algemeen. Ze hoorde toen ook over Kazimierz Piechowski. Deze verzetsstrijder was uit Auschwitz ontsnapt door samen met drie medegevangenen de auto van een SS-officier en een paar uniformen te stelen en zo verkleed door de hoofdpoort het kamp uit te rijden.
Van 2009 tot 2012 maakte ze de documentaire Kazik and the Kommander's Car over Piechowski. Ze deed verscheidene interviews met hem, terwijl hij inmiddels al meer dan 90 jaar oud was. Zijn verhalen verwerkte ze in het album Paszport. Op 1 september, herdenkingsdag van de Duitse invasie in Polen, zong Carr het nummer Kommander's Car voor Piechowski in zijn woonplaats Tczew, in aanwezigheid van de president van Polen, Bronisław Komorowski.

## Discografie
- 2001: Screwing Lies
- 2003: Passion Play
- 2008: The Crow Club (compilatiealbum)
- 2009: Coquette
- 2012: Paszport
- 2015: Polonia

## Filmografie
- 2012: Kazik and the Kommander's Car (documentaire)

## Prijzen
- Genomineerd voor London Music Awards 2012 (Passion Play)
- Genomineerd voor de National Lottery Good Causes Awards 2012 (Escapologist-tournee)[1]
- 8 augustus 2012: 'Song van de dag', Radio Trójka (de single Kommander's Car)[2]
- Genomineerd voor de Music Awards 2013 van het tijdschrift Songlines (Paszport)[3]
- Januari 2013: Polish Daily Award for Culture[4]
- April 2013: 'Album van de maand', Folk Radio UK (Paszport)[5]